# Frankenstrat

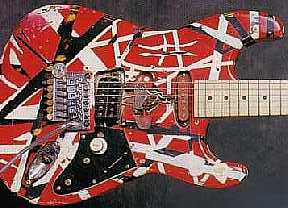
Una replica del 2006 della chitarra "Frankenstrat" (anche nota come "Frank2") di Eddie Van Halen, con il manico Kramer a 22 tasti.

Frankenstrat è una chitarra creata da Eddie van Halen. Il nome Frankenstrat è una parola composta da Frankenstein (che si riferisce al creatore del mostro dell'omonimo romanzo) e da Stratocaster (un famoso modello di chitarra elettrica prodotta dalla Fender).
La Frankenstrat rappresentava il tentativo di Van Halen di combinare il suono di una chitarra Gibson con gli attributi fisici di una Fender. Originariamente era costituita da un corpo solido di una chitarra tipo Stratocaster (ma non originale della Fender), che Eddie modificò per poterla adattare ad un pickup humbucker Gibson PAF (l'unico realmente funzionante dato che quello collocato al manico era stato disattivato e rimaneva sulla chitarra solo per "scena"). Aveva una tastiera e un manico in acero (con paletta tipo Stratocaster) e le parti metalliche cromate. L'unico comando era quello del volume (ma con scritta la parola "Tone"), gli altri tipici di una Stratocaster erano stati tutti rimossi (fu più volte modificato anche il battipenna che divenne nero al posto di quello tipico Fender). La chitarra è stata trasformata nel tempo passando attraverso una serie di diverse colorazioni, fino a raggiungere la combinazione ormai famosa di rosso, con strisce bianche e nere. 
L'aggiunta del terzo colore (il rosso) avvenne nel marzo 1979 (sulla chitarra che prima era bianca a strisce nere e che era stata creata da Eddie Van Halen nella sua prima versione sin dal 1973). Si tratta di una chitarra a sei corde più volte modificata nella meccanica e nell'elettronica e che nelle sue ultime configurazioni (si parla infatti di Frankenstrat II) era dotata di un ponte di tipo "Floyd Rose" (anch'esso modificato più volte nelle sue successive varianti migliorate fino all'ultima il Flody Rose II del 1995, con bloccacorde tipo Schaller). Era dotata di una moneta di un quarto di dollaro Usa (anno 1971-D) che originariamente serviva (ruotandola) per fare da "zeppa" sotto al ponte (per dare maggior escursione di regolazione ad esso) e che poi, anche se divenuta inutile, rimase collocata sulla chitarra vicino al ponte. Sul retro della chitarra il coperchio centrale era stato rimosso e furono aggiunti dei catadiottri di diversa forma e colore. A partire da un certo anno la chitarra fu "sporcata" sul retro, perimetramente (forse per caso e non volutamente) da alcune striature di vernice di colore blu elettrico che si possono ancora vedere nell'esemplare originale. La chitarra Frankenstrat fu in uso nel periodo 1979-84 (essendo stata preceduta e poi seguita da altre chitarre usate da Eddie). È la più iconica e famosa tra le chitarre usate da Eddie Van Halen e di essa esistono varie repliche più o meno accurate (auto-costruite da privati o da ditte tra le quali anche la EVH, che è la marca ufficiale dei prodotti Van Halen).
Una replica della Frankenstrat è conservata presso il National Museum of American History di Washington.